# Aaadonta pelewana
Aaadonta pelewana – gatunek ślimaka trzonkoocznego z rodziny Endodontidae. Endemit Palau. Klasyfikowany jako krytycznie zagrożony wyginięciem, a przypuszczalnie już wymarły.

## Taksonomia
Gatunek ten opisany został po raz pierwszy w 1976 roku przez Alana Solema na podstawie 10 okazów zebranych na należących do Palau wyspach Koror i Peleliu.

## Morfologia
Muszla tego ślimaka osiąga od 2,56 do 2,88 mm średnicy i od 1,91 do 2,01 wysokości; stosunek wysokości do średnicy wynosi od 0,628 do 0,704. Na muszlę składa się od 5 do 5¾ ciasnych skrętów. Szczyt muszli i skrętka są dość silnie i równomiernie wyniesione, od góry lekko zaokrąglone. Dołek osiowy ma drobne rozmiary. Stosunek średnicy muszli do średnicy dołka wynosi od 6,68 do 10,6. Główne elementy rzeźby radialnej w części szczytowej i podszczytowej są zanikłe. Rzeźba skrętów postnuklearnych jest złożona z delikatnie zaznaczonych żeberek radialnych i bocznych perełkowań ułożonych w spiralne rządki, będące przedłużeniem spiral wierzchołkowych. Szwy są wgłębione. Bruzda nadperyferyjna jest bardzo słabo widoczna. Peryferia muszli są zaokrąglone. Nachylone pod kątem 5° do osi muszli ujście ma kształt podługowato-jajowaty. Wysoka, gruba, u góry zaokrąglona przegroda wrzecionowa opada po przekątnej krzyżując się kallusem u podstawy wrzeciona. Występują trzy, zwykle silnie perełkowane u góry przegrody parietalne, z których trzecia ma zredukowaną wysokość. Przegród palatalnych może być trzy lub cztery.

## Ekologia i zagrożenie
Ślimak ten zamieszkiwał nizinne wilgotne lasy równikowe. Występował endemicznie na kilku małych wyspach w archipelagu Karolinów, w tym na Koror i Peleliu o powierzchniach poniżej 19 km². W czasie poszukiwań prowadzonych na wyspach Palau w latach 2003, 2005 i 2007 nie udało się odnaleźć żadnych jego osobników, a środowisko wysp poddawane jest silnym zmianom, w tym wylesieniu, stąd prawdopodobnie jest to już gatunek wymarły. Czerwona księga gatunków zagrożonych IUCN umieściła go w 2012 roku w kategorii gatunków krytycznie zagrożonych.